# Бре су Фе
Бре су Фе (фр. Braye-sous-Faye) је насељено место у Француској у региону Центар, у департману Ендр и Лоара.
По подацима из 2011. године у општини је живело 326 становника, а густина насељености је износила 20,8 становника/km².

## Демографија
| 1962. | 1968. | 1975. | 1982. | 1990. | 2011. |
| ----- | ----- | ----- | ----- | ----- | ----- |
| 373   | 297   | 294   | 307   | 349   | 326   |